# Rous Cup
Rous Cup var en herrfotbollslandslagsturnering i Storbritannien, som spelades åren 1985-1989, och ursprungligen innehöll England och Skottland, likt rugbyns Calcutta Cup, från 1987 deltog även lag från Sydamerika. Trofén namngavs efter Stanley Rous, och sattes upp efter att  Brittiska mästerskapet upphört.
Efter att Rous Cup slutade spelas har det tidigare oftast årliga landskampsutbytet England-Skottland förekommit alltmer sparsamt.

## Resultat
| År   | Resultat  | Resultat  | Resultat  | Resultat |
| År   | Etta      | Tvåa      | Trea      |          |
| ---- | --------- | --------- | --------- | -------- |
| 1985 | Skottland | England   |           |          |
| 1986 | England   | Skottland |           |          |
| 1987 | Brasilien | England   | Skottland |          |
| 1988 | England   | Colombia  | Skottland |          |
| 1989 | England   | Skottland | Chile     |          |